# Great Bardfield
Great Bardfield es una localidad situada en el distrito de Braintree, Essex, Inglaterra (Reino Unido). Según el censo de 2011, tiene una población de 1227 habitantes.
Está ubicada al sureste de la región Este de Inglaterra, al noreste de Londres, y a poca distancia de la ciudad de Chelmsford —la capital del condado— y de la costa del mar del Norte.